# Buffalo Bill (filme)
Buffalo Bill (prt As Aventuras de Buffalo Bill; bra Buffalo Bill) é um filme estadunidense de 1944, dos gêneros biográfico e faroeste, que conta a vida do lendário aventureiro Buffalo Bill. Foi dirigido por William A. Wellman.

## Sinopse
O filme começa contando os atos de bravura de Búfalo Bill como batedor da cavalaria dos Estados Unidos da América, na guerra contra os índios sioux e cheyenne. Ele salva um destacamento de ser massacrado pelos guerreiros, e mata um chefe cheyenne chamado Mão Amarela, embora este fato não tenha sido confirmado e colocado em dúvida logo depois (no filme, a luta com o índio se dá rio abaixo, com a câmera seguindo os lutadores do ponto de vista das margens, até Búfalo Bill aparecer sozinho na água). Búfalo Bill se casa com uma dama do leste, que o abandona pois ela quer que os filhos se criem na cidade grande.
Búfalo Bill foi condecorado pelas suas batalhas, mas depois ele sofre uma campanha de desmoralização e, falido, aceita trabalhar na cidade num parque de diversões, montando um canhestro cavalo de pau. A partir daí ele produziria seu próprio show, tornando-se um empresário bem-sucedido.

## Elenco
- Joel McCrea .... William Cody, o "Bufalo Bil"
- Maureen O'Hara .... Louisa Cody
- Linda Darnell .... Dawn Starlight
- Thomas Mitchell .... Ned Buntline
- Anthony Quinn .... Mão Amarela
- Edgar Buchanan .... sargento Chips Mc Grow
- Moroni Olsen .... senador Frederici
- Frank Fenton .... Murdo Carvell
- Matt Briggs ....  general Blazier
- Tatzumbia Dupea --- índia[3]